# Ehsan Hatem
Pour les articles homonymes, voir Hatem.
Ehsan Hatem al-Kirdany, née au Caire le 5 janvier 1986, est Miss Égypte 2007. Elle a succédé à Fawzia Mohamed.